# Carmela Grippa
Carmela Grippa é uma política italiana. Ela foi eleita deputada ao Parlamento da Itália nas eleições legislativas italianas de 2018 para a Legislatura XVIII da Itália.

## Carreira
Grippa nasceu a 18 de janeiro de 1973, em Lucera.
Ela foi eleita para o parlamento italiano nas eleições legislativas italianas de 2018, representando o círculo eleitoral de Abruzzo pelo Movimento Cinco Estrelas.